# San Miguel del Robledo
San Miguel del Robledo település Spanyolországban, Salamanca tartományban. San Miguel del Robledo Cilleros de la Bastida, Garcibuey, Villanueva del Conde, Sequeros, San Martín del Castañar és Cereceda de la Sierra községekkel határos. Lakosainak száma 43 fő (2024).

## Népesség
A település népessége az elmúlt években az alábbi módon változott:
| Lakosok száma | 105  | 105  | 95   | 81   | 73   | 69   | 60   | 56   | 51   | 43   |
|               | 2001 | 2004 | 2007 | 2009 | 2012 | 2014 | 2017 | 2019 | 2022 | 2024 |